# Кармираван
Кармираван (арм. Կարմիրավան, азерб. Qırmızı monastır) — армянский монастырь недалеко от села Гозлу в Агдеринском районе Азербайджана.

## Основание
На стенах монастыря сохранилось много каменных табличек с надписями на армянском языке, которые гласят о годах его постройки — это 1224 год, о реставрации в 1259 году и о том, что монастырь строили представители династии Гасан-Джалалянов и представители царской династии Цара.

## Архитектура
Монастырь представляет собой небольшую сводчатую залу, к которой примыкает притвор и часовня. Построен из белого и оранжевого известняка, а также при строительстве использованы большие камни.

## Рукописный центр
Монастырь Кармираван также известен как рукописный центр. Один из писцов монастыря, по имени Вардан, в рукописи от 1621 года пишет, что создателям армянских рукописей приходилось работать в очень тяжелых условиях.

## Галерея

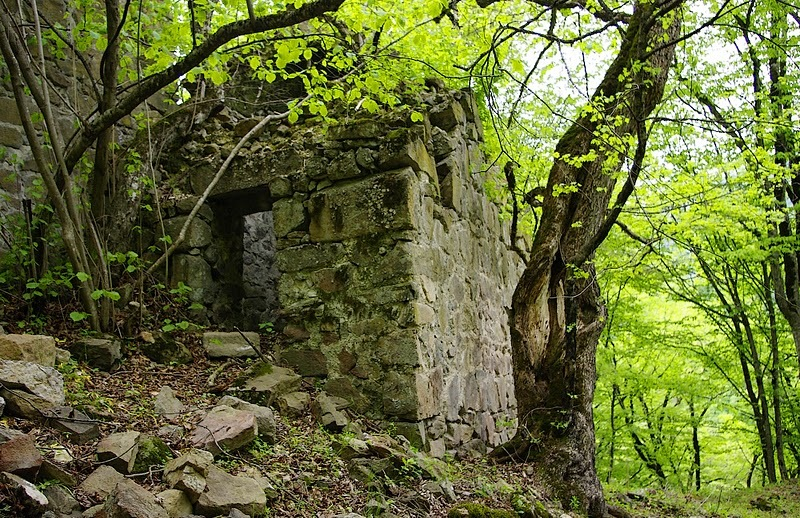
Монастырь Кармираван
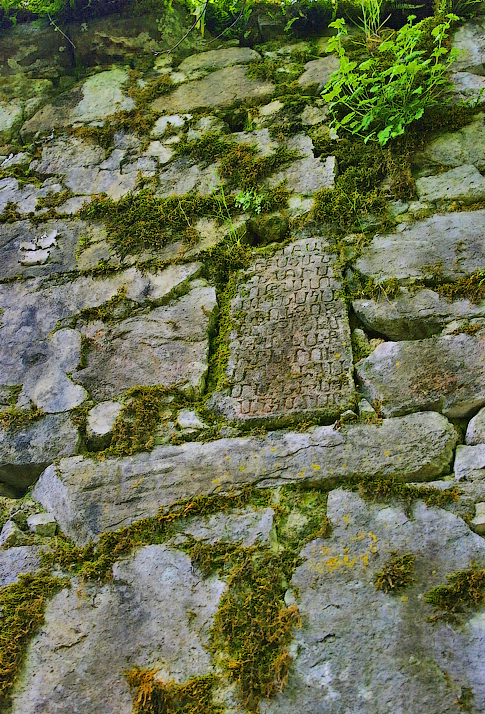
Монастырь Кармираван
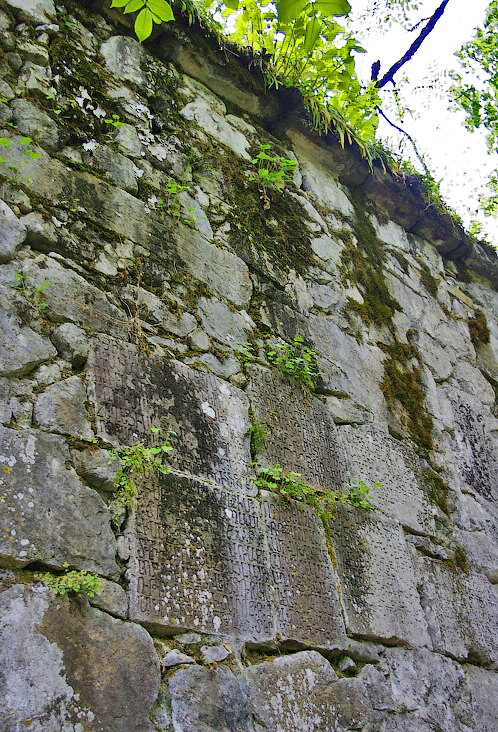
Монастырь Кармираван
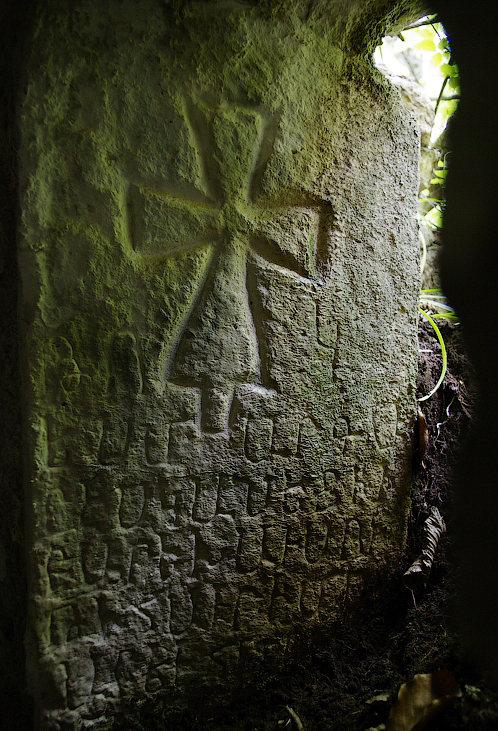
Монастырь Кармираван
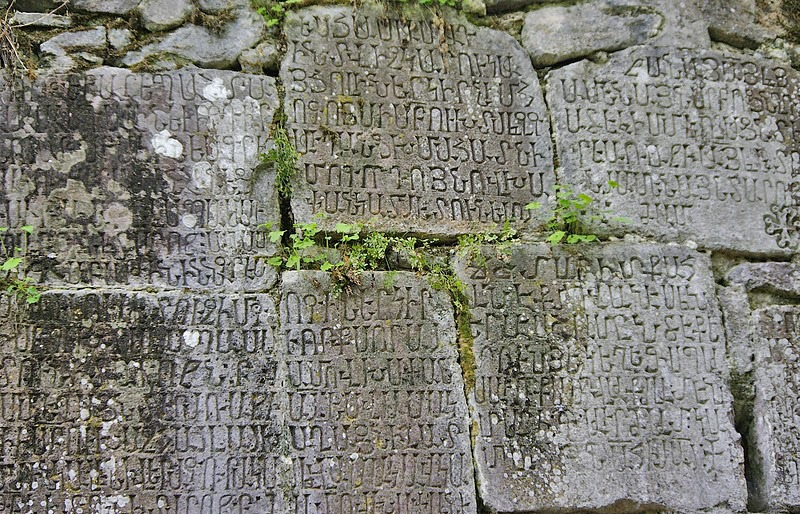
Армянские надписи на стенах монастыря
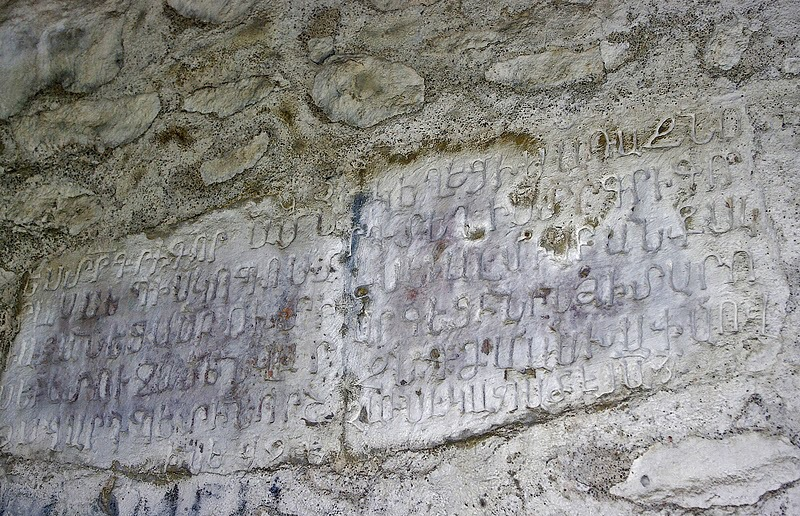
Армянские надписи на стенах монастыря
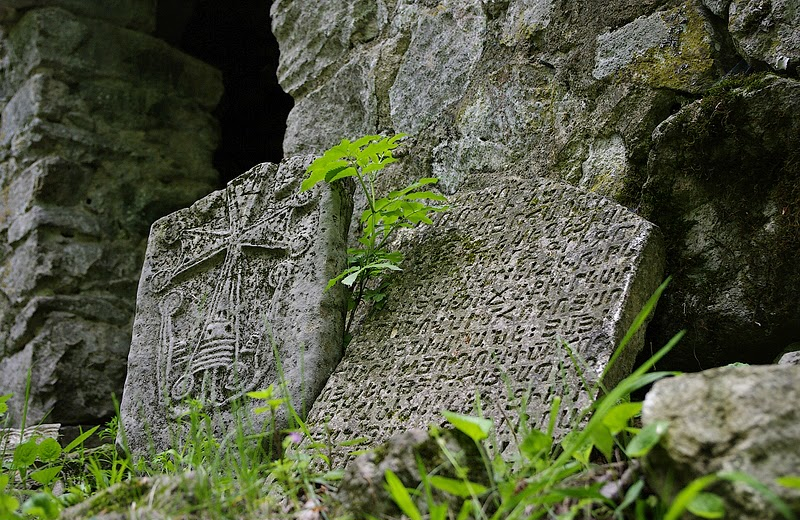
Сохранившиеся хачкары
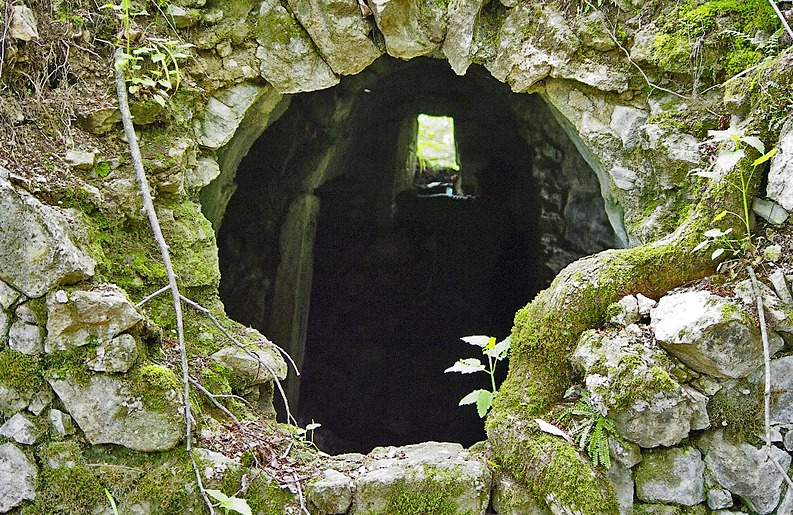
Монастырь Кармираван
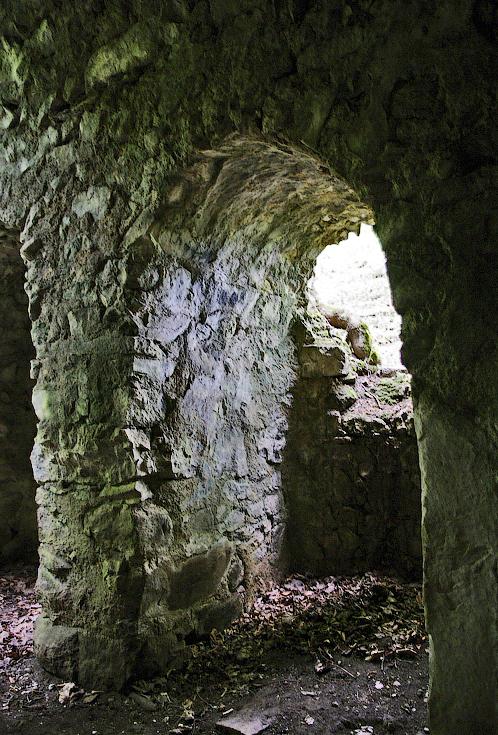
Монастырь Кармираван